# Elitserien i baseboll 1984
Elitserien i baseboll 1984 var den för 1984 års säsong högsta serien i baseboll i Sverige. Totalt deltog 8 lag i serien, där alla lag spelade mot varandra två gånger vilket gav totalt 14 omgångar. Efter detta gick de fyra främsta vidare till SM-serien och de fyra sämsta till nedflyttningsserien. I SM-serien spelade lagen mot varandra fem gånger, vilket gav ytterligare 15 omgångar - vinnaren av serien blev svenska mästare. I nedflyttningsserien spelade lagen mot varandra tre gånger, vilket gav nio omgångar. Det sämsta laget flyttades ner. Till slut vann Sundbyberg det svenska mästerskapet efter att ha gått genom grundserien med 14 raka segrar och 100 % i vinstprocent, för att sedan ta titeln med en hårsmån före Leksand i fortsättningsserien med 10 segrar på 5 matcher (och 66,7 % vinstprocent) i fortsättningsserien. Det var första gången sedan 1966 som inte Leksand eller Bagarmossen tog hem mästerskapstiteln.

## Grundserien
Alla matcher färdigspelades inte eftersom de inte skulle påverka utgången av sluttabellen.
| Nr | Lag             | Matcher | Vunna | Förlorade | Vinstprocent |
| -- | --------------- | ------- | ----- | --------- | ------------ |
| 1  | Sundbyberg      | 14      | 14    | 0         | 1.000        |
| 2  | Leksand         | 13      | 9     | 4         | 0.692        |
| 3  | Bagarmossen     | 13      | 9     | 4         | 0.692        |
| 4  | Skarpnäck       | 13      | 7     | 6         | 0.538        |
| 5  | Kungsängen      | 14      | 5     | 9         | 0.357        |
| 6  | Ljusdal Strikes | 14      | 5     | 9         | 0.357        |
| 7  | Skellefteå      | 14      | 5     | 9         | 0.357        |
| 8  | Rättvik         | 13      | 0     | 13        | 0.000        |

## SM-serien
| Nr | Lag         | Matcher | Vunna | Förlorade | Vinstprocent |
| -- | ----------- | ------- | ----- | --------- | ------------ |
| 1  | Sundbyberg  | 15      | 10    | 5         | 0.667        |
| 2  | Leksand     | 15      | 10    | 5         | 0.667        |
| 3  | Bagarmossen | 15      | 9     | 6         | 0.600        |
| 4  | Skarpnäck   | 15      | 1     | 14        | 0.067        |

## Nedflyttningsserien
Serien färdigspelades inte, de två sista omgångarna skulle inte påverka slutresultatet.
| Nr | Lag             | Matcher | Vunna | Förlorade | Vinstprocent |
| -- | --------------- | ------- | ----- | --------- | ------------ |
| 1  | Skellefteå      | 7       | 5     | 2         | 0.714        |
| 2  | Ljusdal Strikes | 7       | 4     | 3         | 0.571        |
| 3  | Kungsängen      | 7       | 4     | 3         | 0.571        |
| 4  | Rättvik         | 7       | 1     | 6         | 0.143        |

### Webbkällor
- Svenska Baseboll- och Softbollförbundet, Elitserien 1963-